# Counter-Strike: Source
Counter-Strike: Source (thường được viết tắt là CS:S) là một tựa game FPS do hãng Valve phát triển. Nó là một bản làm mới của bản CS 1.6 cũ bằng việc sử dụng engine Source. Giống như bản cũ, game tập trung mô tả các trận đấu của 2 đội (team) là phe chống khủng bố (counter-terrorists) và khủng bố (terrorists) trong các ván đấu (round) kéo dài lặp lại kéo dài trong một khoảng thời gian xác định do người chơi thiết lập. Một trong hai phe có thể chiến thắng ván đấu nhờ làm các nhiệm vụ phụ (giải cứu con tin nếu là lực lượng chống khủng bố và đặt bom địa điểm A hoặc B nếu là lực lượng khủng bố) hoặc tiêu diệt tất cả các đối thủ của phe đối đầu.

## Lịch sử phát hành
CSS lần đầu tiên được phát hành dưới dạng bản beta của chương trình Valve Cyber Café vào ngày 11 tháng 8 năm 2004. Vào ngày 18 tháng 8 năm 2004, bản beta được phát hành cho những người đã có bản CS Condition Zero và Half Life 2 (đối với người đã có giấy chứng thư đi kèm với card đồ họa ATI Radeon).
Vào ngày 11 tháng 10 năm 2006, Valve phát hành một bản update thử nghiệm-Dynamic Weapons Pricing. Với bản update này giá tiền của các loại súng được thay đổi dựa trên đề nghị của những người mua ở tuần trước. Các bản update khác, ví dụ như bản update nâng cấp hệ thống radar được cộng đồng game thủ ủng hộ nhiệt tình.
Vào ngày 12 tháng 8 năm 2011, Valve chính thức công bố bắt đầu phát triển bản tiếp theo của CS:S là CS:GO (Counter-Strike: Global Offensive).

## Cách chơi

### Bản đồ đấu
CS:S có tổng cộng 18 bản đồ đấu. Các chi tiết như cảnh vật, xe cộ, cổng,...đều được Valve chú ý đồ họa chi tiết. Hầu như không có hiệu ứng mưa hay gió trong CS:S (trừ Aztec), hầu hết các map có thời gian là vào buổi sáng. Có một số map rất rộng như Dust nhưng cũng có một số map khá nhỏ như Assault:
- Assault
- Compound
- Havana
- Italy
- Militia
- Office
- Aztec
- Cbble
- Chateau
- Dust
- Dust-2
- Inferno
- Nuke
- Piranesi
- Port
- Prodigy
- Tides
- Train

### Vũ khí

Súng AK-47 trong CSS

Hệ thống vũ khí trong CS:S khá phong phú, chi tiết súng được thiết kế chi tiết, cử động lúc cầm súng cũng chân thật hơn. Điều đáng nói ở đây là hệ thống vũ khí của lực lượng khủng bố và chống khủng bố có sự tương xứng với nhau ở từng loại súng. Lực lượng chống khủng bố có những vũ khí/thiết bị mà lực lượng khủng bố không có và ngược lại. Hệ thống vũ khí được phân chia riêng biệt theo từng loại như sau:

#### Súng lục
- 9x 19mm sidearm (Vũ khí ban đầu của phe khủng bố)
- KM 45 tactical (Vũ khí ban đầu của phe chống khủng bố)
- 228 Compact (Dành cho cả 2 phe)
- Desert Eagle (Dành cho cả 2 phe)
- ES Five Seven (Chỉ dành cho phe chống khủng bố)
- 40 Dual Elite (Chỉ dành cho phe khủng bố)

#### Súng săn Shotgun
- Leone 12
- Leone YG 1265

#### SMG
- SCHMIDT
- KM UMP45
- ES C90
- MP5

#### Súng trường tấn công
- FAMAS (Chỉ dành cho phe chống khủng bố)
- IDF (Chỉ dành cho phe khủng bố)
- SCHMIDT Scout (Dành cho cả 2 phe)
- M4A1 Carbine (Chỉ dành cho phe chống khủng bố)
- AK-47 (Chỉ dành cho phe khủng bố)
- AUG (Chỉ dành cho phe chống khủng bố)
- SG552 (Chỉ dành cho phe khủng bố)
- KRIEG 550 (Chỉ dành cho phe chống khủng bố)
- D3/AU-1 (Chỉ dành cho phe khủng bố)
- AWP

#### Súng máy
- M249 (Dành cho cả 2 phe)

#### Thiết bị hỗ trợ
- Áo giáp và mũ bảo hiểm chống đạn (Dành cho cả 2 phe)
- Lựu đạn gây mù (Dành cho cả 2 phe)
- Lựu đạn HE (Dành cho cả 2 phe)
- Lựu đạn khói (Dành cho cả 2 phe)
- Ống nhìn đêm (Dành cho cả 2 phe)
- Dụng cụ tháo gỡ bom (lực lượng chống khủng bố)

Máu và xác người trong CSS

### Cách đấu súng và hệ thống người máy (BOT)
Cách đấu súng trong CSS có phần cải tiến hơn so với bản 1.6, các pha đấu súng được mô tả thật hơn mặc dù nó vẫn mang phong cách đấu súng cổ điển như "đục thùng", "đục tường",... Các pha "headshot" (bắn trúng đầu) được mô tả thật hơn so với bản 1.6, nếu người chơi có mang mũ bảo hiểm chống đạn ở đầu thì khi bị bắn vào đầu, sẽ có các tia sáng xẹt ra. Độ giật của súng cũng có phần thay đổi so với bản 1.6, các pha đấu súng trực diện thường đem lại cảm giác thú vị còn trong khi đó người chơi có thể ngồi nấp và đợi kẻ thù đi qua để ghi mạng. Hệ thống bot ở bản Source nếu ở các level đầu còn hơi chậm chạp nhưng nếu người chơi điều chỉnh lên chế độ Expert (cao thủ) thì bot sẽ bắn rất hay, chỉ cần tốn chưa đến 1-2 viên đạn để headshot người chơi nếu đấu súng trực diện. Tuy nhiên, bot trong CSS cũng lộ ra một số lỗi như hay bị kẹt trong một số đường hầm, không biết gỡ bom nếu đặt trên thùng hay thường xuyên bắn khá nhanh tay ngay cả khi chưa thấy người chơi. Một điều thú vị khác là hãng phát triển chỉ thiết kế cho những con bot cầm đúng một loại súng ví dụ như bot tên Kyle hay Zed lúc nào cũng cầm súng ngắm (điều này có thay đổi khi còn ít tiền) còn những bot như Zach, Arnold,...lúc nào cũng cầm súng trường tấn công;và nếu hết tiền thì mọi bot đều cầm súng lục. Giết một đối thủ thì người chơi sẽ ghi được một mạng trên bảng xếp hạng và được thưởng 300 $.
Một điều khá mới mẻ trong CSS là các xác chết khi bị bắn chết sẽ rơi hoặc nằm theo nhiều kiểu khác nhau, engine Source đã khắc họa chân thật các thế nằm và chết. Ví dụ như khi người chơi bị bắn rơi từ trên lầu xuống thì sẽ có khá nhiều kiểu nằm:xấp, ngửa,...hoặc khi xác người chơi bị ảnh hưởng của một quả lựu đạn gần đó thì sẽ bay ra khỏi khu vực. Máu ở bản CSS được cho là khá chân thật (khi người chơi để đồ họa ở mức cao nhất), máu sẽ văng theo nhiều hướng ví dụ như bot bị bắn vào đầu vết máu sẽ còn ở trên mặt hoặc văng tứ tung ra các góc tường. Đây cũng chính là một trong những điểm thành công của CS:S so với CS 1.6.
| Nguồn        | Số điểm       | Thông báo |
| ------------ | ------------- | --------- |
| Metacritic   | 88/100(PC)    | Tốt       |
| GameRankings | 89.71/100(PC) | Tốt       |
| 1UP          | A(PC)         | Tốt       |